# GU Возничего
GU Возничего (лат. GU Aurigae) — одиночная переменная звезда в созвездии Возничего на расстоянии (вычисленном из значения параллакса) приблизительно 39249 световых лет (около 12034 парсеков) от Солнца. Видимая звёздная величина звезды — от +12,8m до +10,94m.

## Характеристики
GU Возничего — красная пульсирующая полуправильная переменная звезда типа SRA (SRA) спектрального класса M. Эффективная температура — около 3293 К.